# Condado de Mariposa
O condado de Mariposa (em inglês:  Mariposa County) é um dos 58 condados do estado americano da Califórnia. Foi incorporado em 1850. A sede do condado é Mariposa. 

## Geografia
De acordo com o United States Census Bureau, o condado possui uma área de 3 789 km², dos quais 3 752 km² estão cobertos por terra e 36 km² por água.

## Demografia
Segundo o censo nacional de 2010, o condado possui uma população de 18 251 habitantes e uma densidade populacional de 4,8 hab/km². Possui 10 188 residências, que resulta em uma densidade de 3 residências/km².